# Loudovíkos Spinéllis
Loudovíkos Spinéllis (grec moderne : Λουδοβίκος Σπινέλλης), né en 1871 ou 1872 sur l'île de Syros et mort en 1904 à Athènes) est un chef d'orchestre et compositeur grec. Il est l'un des principaux compositeurs de musique de théâtre de divertissement de la Belle Époque en Grèce. Son style est en avance sur l'École nationale grecque.

## Biographie
En raison de sa mort précoce, on connaît mal la vie de Spinéllis. Né à Syros, il est le fils d'un chef d'orchestre, qui est son premier professeur. Il poursuit ses études à Milan. En 1890 il dirige des concerts à Constantinople puis, à partir de 1892, il s'installe à Athènes, où il travaille en tant que compositeur pour la musique de sept comédies musicales (Komidyllia) et des revues. Plus tard, il compose de la musique de scène pour d'anciennes tragédies grecques ainsi que des chansons et des œuvres chorales. Dans le genre Komidyllio, il opte pour d'abord pour la musique ancienne puis se tourne résolument vers des motifs de folklore grec. En 1900, Spinelli fonde avec Dionysos Lavrangas la compagnie d'opéra Ellinikon Melodrama (Ἑλληνικὸν Μελόδραμα). La première œuvre qu'il dirige avec cette compagnie est La Bohème de Puccini le 26 avril 1900. De toute évidence, il est rejeté par les enseignants de l'Odéon d'Athènes et est bien vite oublié après sa mort en 1904. Il n'a laissé que six œuvres imprimées, y compris une élégie pour piano et un quadrille pour la Komidyllio : O Genikos Grammatefs (Ὁ Γενικὸς Γραμματεύς, Le Secrétaire général, 1893).